# Jean-Louis Bertuccelli
Jean-Louis Bertuccelli (Parigi, 3 giugno 1942 – Parigi, 5 marzo 2014) è stato un regista e sceneggiatore francese.
Muore a Parigi il 5 marzo 2014 all'età di 71 anni.

## Filmografia

### Cinema
- Remparts d'argile (1971)
- Paulina 1880 (1972)
- On s'est trompé d'histoire d'amour (1974)
- Il caso del dottor Gailland (Docteur Françoise Gailland) (1976)
- L'Imprécateur (1977)
- Interdit aux moins de 13 ans (1982)
- Stress (1984)
- Aujourd'hui peut-être... (1991)